# Civita Castellana
Pour les articles homonymes, voir Civita (homonymie).
Cività Castellana est une commune italienne de la province de Viterbe, dans la région Latium.

## Géographie

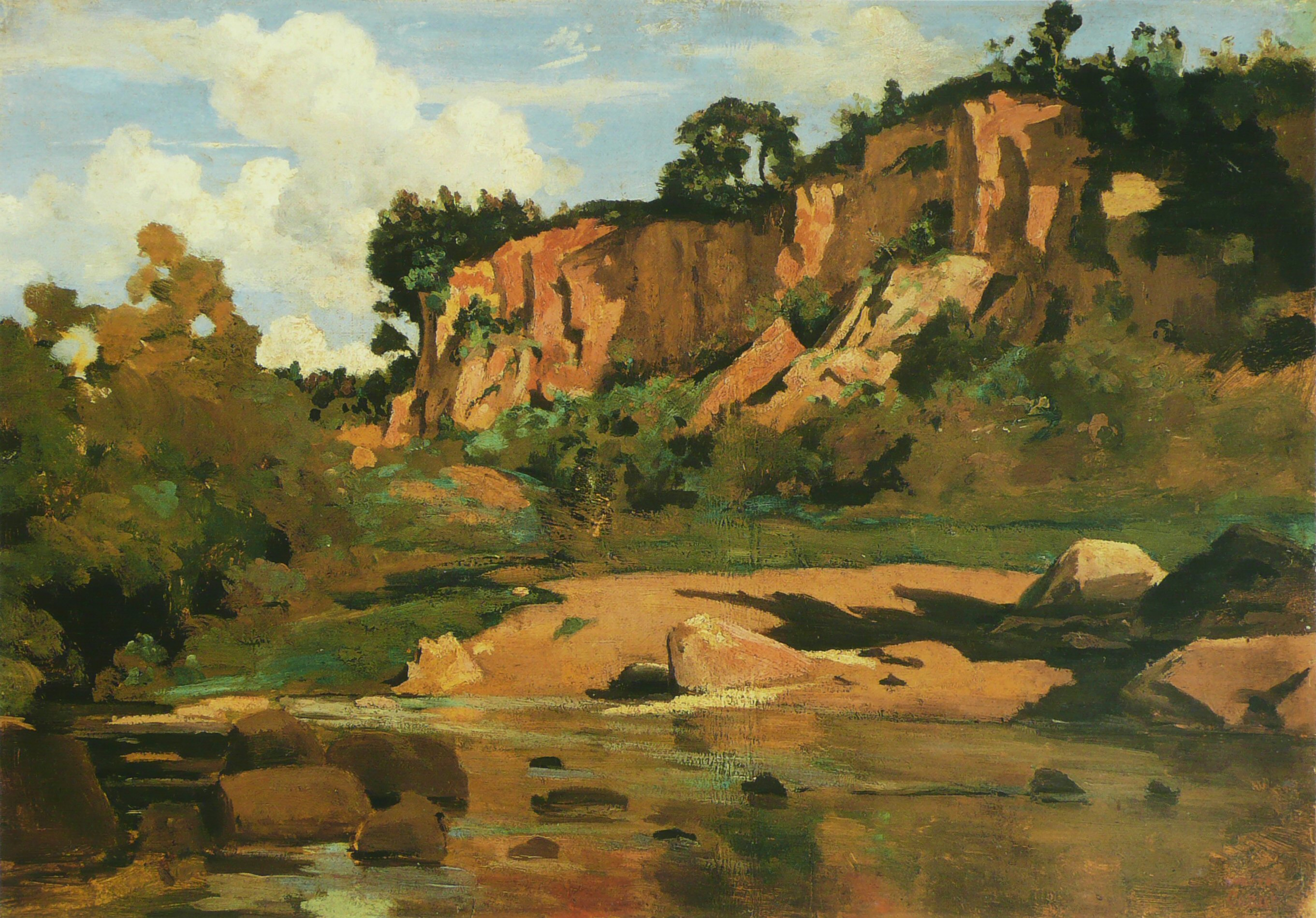
Les Roches rouges de Cività Castellana
Camille Corot, vers 1827
Nationalmuseum, Stockholm

- Ponte Clementino

## Histoire
Cività Castellana fut dans l'Antiquité la capitale des Falisques, nommée Faléries, située à la limite des territoires étrusque et latin. Au début du IVe siècle av. J.-C., elle fut conquise par les Romains commandés par Camille.
La citadelle fut construite à l'initiative du pape Alexandre VI par Antonio da Sangallo l'Ancien et achevée par Antonia da Sangallo le Jeune sous le pontificat de Jules II Considérée comme l'un des ouvrages militaires les plus importants de l'époque, elle a été utilisée comme résidence papale jusqu'au début des années 1800/ Elle est alors transformée en prison. Pendant la Seconde Guerre mondiale, elle est devenue un refuge pour de nombreux réfugiés. Le pont à doubles arcades a été bâti en 1712 par le cardinal Imperiali. Depuis 1977, elle abrite le musée archéologique de l'Agro Falisco.
L'armée française de Macdonald y battit les Napolitains le 5 décembre 1798 (it). L'armée napolitaine, forte de 40 000 hommes, était commandée par le général autrichien Karl Mack,.

## Administration
| Période                                  | Période | Identité | Étiquette | Qualité |
| ---------------------------------------- | ------- | -------- | --------- | ------- |
|                                          |         |          |           |         |
| Les données manquantes sont à compléter. |         |          |           |         |

### Hameaux
Borghetto, Sassacci

### Communes limitrophes
Castel Sant'Elia, Collevecchio, Corchiano, Fabrica di Roma, Faleria, Gallese, Magliano Sabina, Ponzano Romano, Sant'Oreste

## Personnalités liées à Civita Castellana
- Paolo Bonacelli
- Sergio Caprari
- Domenico Mazzocchi
- Virgilio Mazzocchi
- Leonardo Sernicola
- Antonella Colonna Vilasi